# Bañados de la Amarga
Los Bañados de la Amarga son un sistema hídrico ubicado en la región sur de la provincia de Córdoba, cercano a las localidades de Laboulaye, La Carlota, Vicuña Mackenna, Jovita, Adelia María y es atravesado por la ruta nacional 7, en la República Argentina. Está compuesto por un sinnúmero de lagunas y humedales.
Su extensión es muy variable, ya que depende fundamentalmente, de las precipitaciones en la cuenca alta de los tributarios de esta cuenca. No obstante, el río Popopis (popularmente conocido como Río Quinto), es el principal afluente de estos bañados. Alcanza los 4500 km². La profundidad promedio de su laguna más importante, La Amarga, es de 3 a 5 m .

## Geografía
Es un área de escasa pendiente, con suelos de gran permeabilidad, en la que el río Popopis forma humedales y durante emiciclos muy húmedos llega a formar una muy extensa pero somera laguna llamada Laguna Amarga, al sureste de los humedales o de la Laguna Amarga el río Quinto (o "Popopis") se subsume en dichos bañados, pero en temporada de lluvias, el mismo puede llegar a superar la región, y sin un cauce preciso, teniendo dos brazos o ramales principales: uno llamado "Norte" que avanza desde la Laguna Amarga hacia el E.S.E. entrando en el extremo sur de la provincia de Santa Fe aportando aguas a sistemas palustres como el de la laguna La Picasa, el Brazo Sur del río Quinto que sale de los Bañados de la Amarga se dirige primero hacia el Sur formando una cadena de humedales y lagunas e ingresando en el noreste de la provincia de La Pampa al sudoeste de Banderaló luego el río citado con curso aún poco encausado hace un gran arco hacia el Este  que contornea a la zona de General Villegas y Pehuajó en el oeste de la provincia Buenos Aires  formando allí más bañados y lagunas que se secan durante los años en que los influjos de El Niño y La Niña producen clima seco en la región. En ciclos húmedos el río Quinto -a partir de los Bañados de La Amarga- sigue el Brazo Sur antes citado y ,eslabonado en bañados y lagunas,  se une al río Salado del sur. 

## Aspecto humano
La región de los Bañados de la Amarga (también conocida como Bajos de la Amarga), se inmiscuye en una zona agrícolo-ganadera por excelencia. Esto provocó que durante muchos años, se estableciera una verdadera competencia por ganar los terrenos inundables, estableciendo áreas de cultivo y de explotación ganadera.
Las consecuencias de esto son que durante los ciclos pluviales de alto aporte hídrico toda la región recupera su antiguo dominio, provocando el anegamiento de ciudades enteras que son literalmente invadidas por las aguas. Esto llevó a que se realizaran numerosos canales de alivio, terraplenes, defensas y diques que intentaron solucionar estos problemas. La realidad es que no solo no solucionaron la problemática, sino que trasladó la problemática a otras regiones del noroeste de la provincia de Buenos Aires (Gral. Villegas), y noreste de la  provincia de La Pampa. Tan profunda es la intervención del hombre que el río Popopis (o Quinto), que otrora fuera de características endorreicas, durante los períodos de gran aporte hídrico se transforma en exorreico, llegando sus aguas a alcanzar el Rio Salado Sur en la provincia de Buenos Aires. 
Los trabajos que buscan solucionar los problemas ocasionados por el exceso de agua son de dudosa eficacia.